# Aristeus
Genre
Aristeus est un genre de crustacés décapodes dont les représentants ressemblent à des crevettes.

## Liste des espèces
Selon World Register of Marine Species (11 mars 2017) :
- Aristeus alcocki Ramadan, 1938 — gambon d'Arabie
- Aristeus antennatus (Risso, 1816) — crevette rouge
- Aristeus antillensis A. Milne-Edwards & Bouvier, 1909 —
- Aristeus mabahissae Ramadan, 1938 —
- Aristeus pallidicauda Komai, 1993 —
- Aristeus semidentatus Bate, 1881 — gambon lisse
- Aristeus varidens Holthuis, 1952 — gambon rayé
- Aristeus virilis (Bate, 1881) — gambon gaillard